# Dedo II. (Lausitz)
Dedo († vor dem 26. Oktober 1069) war als Dedo III. Graf von Wettin und ab 1069 als Dedo II. Markgraf der Lausitz. Er entstammte dem Adelsgeschlecht der Wettiner.

## Leben
Er war der älteste Sohn des Markgrafen Dedo I. und seiner ersten Ehefrau Oda, der Tochter des Markgrafen Thietmar.
Als es 1069 zu einer bewaffneten Auseinandersetzung zwischen seinem Vater und König Heinrich IV. kam, setzte dieser Markgraf Dedo I. ab und dessen gleichnamigen Sohn – der sich mit seinem Vater aufgrund von dessen zweiter Ehe überworfen hatte – als neuen Markgrafen in der heutigen Niederlausitz ein. Dedo II. wurde jedoch noch im gleichen Jahr ermordet. Mittelalterliche Quellen machen dafür seine Stiefmutter Adela verantwortlich. Daraufhin söhnte sich König Heinrich IV. mit seinem Vater Dedo I. aus und gab ihm die Markgrafschaft zurück.
Dedo II. starb unverheiratet und kinderlos und wurde in Meißen bestattet.
| Vorgänger | Amt                       | Nachfolger |
| --------- | ------------------------- | ---------- |
| Dedo I.   | Markgraf der Lausitz 1069 | Dedo I.    |

| Personendaten    | Personendaten                                     |
| ---------------- | ------------------------------------------------- |
| NAME             | Dedo II.                                          |
| ALTERNATIVNAMEN  | Dedo III. von Wettin                              |
| KURZBESCHREIBUNG | Markgraf der (Nieder-)lausitz und Graf von Wettin |
| GEBURTSDATUM     | 11. Jahrhundert                                   |
| STERBEDATUM      | vor 26. Oktober 1069                              |